# Praticolella berlandieriana
Praticolella berlandieriana es una especie de molusco gasterópodo terrestre de la familia Polygyridae. Esta especie, al igual que otras del mismo género, presenta un estilo de vida invasivo, coloniza y se establece en ambientes perturbados donde alcanza densidades altas.

## Clasificación y descripción de la especie
Concha sólida, estrecha en la zona umbilical, globosa y deprimida, con una espira cónica pequeña. La concha es de color blanco a gris, a menudo con una banda de color gris sobre en la periferia, aunque puede presentar otras líneas de colores. Las vueltas embrionarias son brillantes, a veces de gris a marrón claro, a veces con líneas espirales finas; las últimas vueltas son ligeramente estriadas. Vuelta corporal redondeada en la periferia y contraída detrás del labio. Labio de color blanco, ancho y engrosado.

## Distribución de la especie
Esta especie se encuentra desde Texas hasta el norte de Arkansas (Estados Unidos).

## Ambiente terrestre
Habita en zonas de mezquite o pastos, se le encuentra con frecuencia entre basura y a los lados de la carretera.

## Estado de conservación
No se encuentra bajo ninguna categoría de riesgo.